# Iona Community
Die Iona Community (auch Gemeinschaft von Iona oder Iona-Kommunität genannt) ist eine auf der schottischen Insel Iona lebende ökumenische Gemeinschaft (Kommunität), die 1938 von George MacLeod gegründet wurde. Ziel der Arbeit der Gemeinschaft ist es, das Bekenntnis der Religion in der Mitverantwortung für Umwelt und Gesellschaft zu leben und dabei „neue Wege zu finden, die Herzen aller zu erreichen“. Die Gemeinschaft tut dieses vor allem durch Jugendarbeit, neue Lieder, Gottesdienstformen und Gottesdienstbausteine sowie den Einsatz für Gerechtigkeit und Frieden in vielfältigen Formen.
Die Mitglieder und Freunde der Iona Community gehören unterschiedlichsten Konfessionen an. Sie bringen sehr verschiedene religiöse Traditionen ein, die als Anregung für ein zeitnah gelebtes Christentum aufgegriffen werden, und geben Anstöße aus der Gemeinschaft in ihren Konfessionen und Gemeinden weiter. Die Iona Community knüpft an Traditionen der iroschottischen Kirche an und setzt sich für die Wiederentdeckung einer keltisch geprägten Form des Christentums ein.

## Entwicklung und Aktivitäten

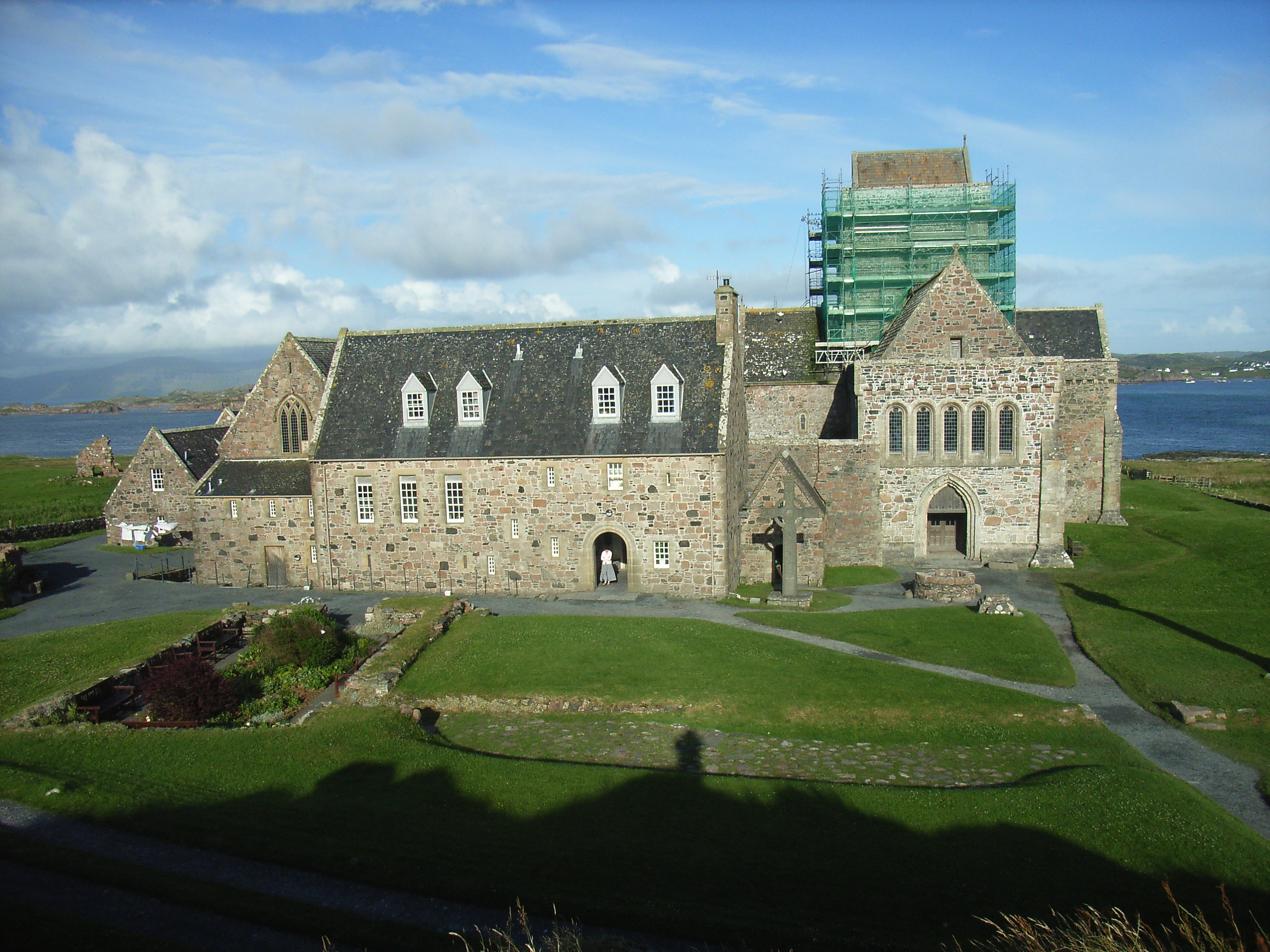
Wiederaufgebaute Gebäude der Iona Abbey mit Renovierungsarbeiten am Turm, Sommer 2006

George MacLeod war Pfarrer der Church of Scotland in Govan, einem Stadtteil von Glasgow. Er wollte ursprünglich den Menschen seiner Gemeinde die Möglichkeit bieten, mehr Selbstwertgefühl zu entwickeln. Er suchte und fand in den Ruinen der Abtei von Iona ein lohnendes Wiederaufbauprojekt. 1938 zog er mit Handwerkern aus Govan und Theologiestudenten für drei Monate nach Iona, um gemeinsam am Wiederaufbau zu arbeiten. Die Aufbauarbeiten wurden 1967 abgeschlossen. In persönlichen Begegnungen und theologischen Gesprächen zwischen den Handwerkern und den Theologiestudenten und Pfarrern entwickelte sich das Profil der Gemeinschaft.
Die Gemeinschaft unterhält drei Zentren: die Abtei von Iona, das MacLeod-Centre auf Iona und Camas, ein Abenteuer-Centre auf der Nachbarinsel Mull. In diesen Zentren ist es Ziel, Gemeinschaft zu leben, zusammen mit den Gästen, die in der Regel für eine Woche kommen.
Die Zeitschrift Coracle erscheint vierteljährlich und berichtet aus dem Leben der Gemeinschaft und von Themen, die durch die Regel angesprochen werden. Ihr Name bedeutet ‚ein kleines Boot‘, wie es zu Columbans Zeiten genutzt wurde, und mit welchem dieser 563 auf die Insel kam, um die erste Gemeinschaft von Iona zu gründen.

## Regeln und Formen der Zugehörigkeit
Das Leben in der Gemeinschaft beruht auf fünf Regeln:
- Tägliches Gebet und Bibelstudium
- Verantwortlicher Umgang mit dem Geld
- Verantwortlicher Umgang mit der Zeit
- Einsatz für Bewahrung der Schöpfung, für Gerechtigkeit und Frieden
- Regelmäßiges Treffen miteinander und Rechenschaft ablegen

Es gibt drei verschiedene Formen der Zugehörigkeit:
- Members (Voll-Mitglieder und Neu-Mitglieder, rund 260). Diese verpflichten sich jährlich neu für alle fünf Regeln. Neu-Mitglieder durchlaufen ein zweijähriges Programm zum Kennenlernen der Gemeinschaft (vergleiche Noviziat). Die Mitglieder sind in so genannten Familiengruppen regional organisiert und treffen sich regelmäßig (etwa einmal im Monat). Die Mitglieder leben in der Zerstreuung (Diaspora) in verschiedenen Teilen Schottlands, Englands, Wales’ sowie in Deutschland, der Schweiz, den USA, Australien, Kanada, und Südafrika.
- Associates (Assoziierte Mitglieder, rund 1.700). Diese verpflichten sich für die erste Regel und können auf Wunsch an der ökonomischen Disziplin der Members teilnehmen.
- Friends (Freunde, rund 1.500). Diese unterstützen die Gemeinschaft finanziell und ideell.

Unter der ökonomischen Disziplin versteht die Gemeinschaft, dass die Members (und Associates) 10 % von ihrem verfügbaren Einkommen abgeben. Das verfügbare Einkommen ist das Einkommen nach Abzug der Steuern und aller notwendigen Ausgaben (wie Versicherungen und Miete). Die 10 % (Zehnt) teilen sich auf in 6 % (Arbeit der Kirche und für Gerechtigkeit und Frieden), 2 % (Arbeit der Gemeinschaft), 1 % (Arbeit der Familiengruppe), 2 mal 0,5 % (je Common Fund und Reisegeld).

## Leiter und bekannte Mitglieder

### Leiter der Gemeinschaft
Der Leiter oder die Leiterin der Gemeinschaft wird von den Mitgliedern gewählt.
1. George MacLeod 1938–1967
2. Ian Reid 1967–1974
3. Graeme Brown 1974–1981
4. Ron Ferguson 1982–1989
5. John Harvey 1989–1996
6. Norman Shanks 1996–2003
7. Kathy Galloway 2003–2009
8. Peter MacDonald, 2009–2017 (vorher Pfarrer von St George’s West Church in Edinburgh)
9. Michael Marten, 2017
10. Kathy Galloway und Christian MacLean, 2018–2020
11. Ruth Harvey, seit 2020

### Warden der Abtei von Iona
1. Alec Hislop: späte 1950er bis etwa 1960
2. Ken Mathers: 1960 bis um 1967
3. Horace Allen (an American): spätere 1960er
4. Charles Inglis: spätere 1960er
5. Keith Edwards: 1968–1971
6. John Harvey: 1971–1976
7. Brian Crosby: 1976–1980
8. David Graham: 1980–1981
9. Ian und Kathy Galloway: 1981–1988
10. Ali und Philip Newell, und Lynda Wright: 1988–1991
11. Joanna Anderson: 1991–1995
12. Peter Millar: 1995–1998
13. Brian Woodcock: 1998–2001
14. Jan Sutch Pickard: 2001–2004
15. Richard Sharples: 2004–2007
16. Malcolm King: seit 2007

### Bekannte Mitglieder
- William Montgomery Watt
- John L. Bell

## Iona Community in Kontinentaleuropa
Die Iona Community hat in Deutschland, Österreich, der Schweiz und den Niederlanden einige (Neu-)Mitglieder sowie rund 100 Assoziierte und ebenso viele Freunde und Menschen, die die Arbeit der Iona Community unterstützen (Stand 2004). Auch in einigen anderen Teilen Europas gibt es vereinzelt Assoziierte und Freunde, doch nur in den erstgenannten Ländern haben sich Familien- und Assoziierten-Gruppen herausgebildet. In Deutschland, Norwegen und in Schweden sind bereits Gottesdienstmaterialien und Lieder in den Landessprachen erschienen. Seit 2021 ist der deutschsprachige Raum (Österreich, Schweiz und Deutschland) in der D-A-CH Region der Iona Community organisiert.

## Ähnliche Gemeinschaften
Andere bekannte Kommunitäten sind die Corrymeela Community in Irland, die Communauté de Grandchamp in der Schweiz und die Communauté de Taizé in Frankreich. Die beiden Letzteren sind jedoch zölibatär lebende Ordensgemeinschaften.